# دانتي لام
دانتي لام (بالصينية: 林超賢) هو كاتب سيناريو ومخرج وممثل صيني، ولد في 1 يوليو 1964 بهونغ كونغ في الصين. من الجوائز التي نالها Hong Kong Film Award for Best Director ‏ سنة 1999.

## أعمال

### أفلام
- (2018) عملية البحر الأحمر

## جوائز
- Hong Kong Film Award for Best Director [الإنجليزية]‏ (1999)

## وصلات خارجية
- دانتي لام على موقع IMDb (الإنجليزية)
- دانتي لام على موقع ألو سيني (الفرنسية)
- دانتي لام على موقع أول موفي (الإنجليزية)
- دانتي لام على موقع قاعدة بيانات الأفلام السويدية (السويدية)
- دانتي لام على موقع قاعدة بيانات الفيلم (الإنجليزية)
- دانتي لام على موقع كينوبويسك (الروسية)